# معاهدة جيرستنجن
أبرمت معاهدة جيرستنجن في 2 فبراير 1074 على نهر الويرا بدولة ألمانيا، وقد تطلب من الملك هنري الرابع حينها استعادة الدوق أوتو من نورتهايم إلى بافاريا، وقد نجح الدوق أوتو في قيادة تمرد السكسونيين. فاضطر حينها الملك هنري للهروب من حصار قلعة هارتسبرغ، ووفقًا لمتطلبات المعاهدة للعمل على تقليل انتشار قلاعه في جبال هارتز بما في ذلك على سبيل المثال ساتشسينبرج في باد ساشسا والذي تم بناؤه عام 1070 فقط.

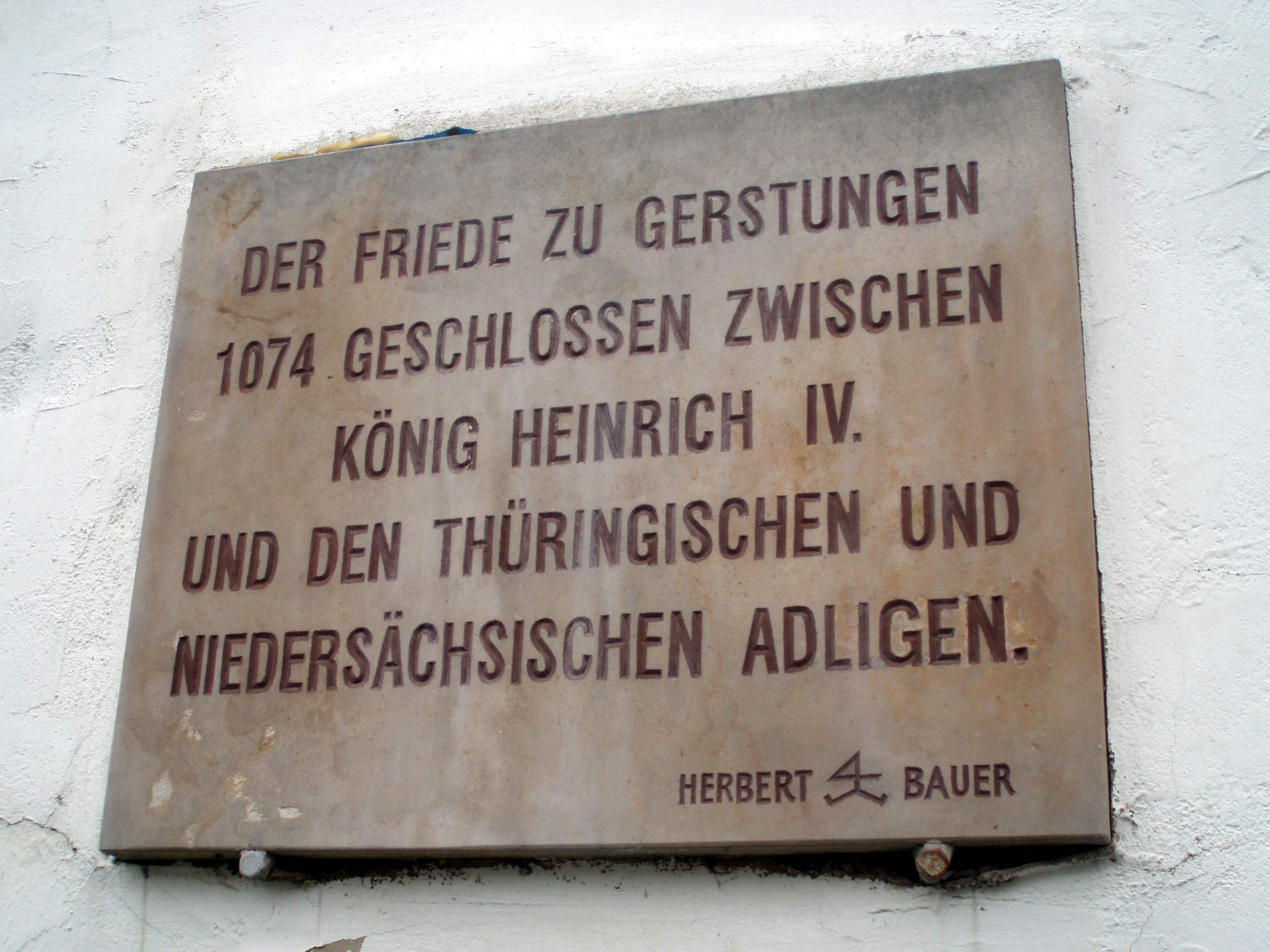
لوحة تذكارية في جيرستنجن

ونظرًا لأن جميع دوقات ألمانيا الجنوبية قد قاتلوا ضد إعادة إنشاء نورثهايمر، فقد ظل أوتو محرومًا من لقبه في بافاريا، ومنذ ذلك الحين كان أوتو لا يزال معارضًا خطيرًا للملك ومرؤوسيه السابقين في بافاريا.